# Dannemand
Dannemand var en dansk højadelig brevadelsslægt.

## Våben
Skjoldet korsdelt af sølv i rødt med guldrand og med guld hjerteskjold, hvori to krydslagte guldskæftede kårder gennem en krans af to grønne laurbærgrene.

## Historie
Frederik VI var den sidste danske konge, som havde en officiel mætresse, Bente Mortensdatter Andersen (Rafsted) (1790-1862). Hun fik ved kongeligt reskript af 9. december 1829 rang med oberstinder, samtidig med at hendes børn ophøjedes i adelstanden (adelspatentet udfærdigedes 4. februar 1830) med navnet Dannemand. Hun fik følgende børn med kongen:
1. Louise Frederikke Dannemand (16. april 1810 i København - 28. december 1888 sammesteds), gift med kaptajn Wilhelm Zachariæ (1807-1871)
2. Caroline Augusta Dannemand (24. januar 1812 i København - 29. februar 1844 sammesteds), gift med major Adolph Frederik Schack von Brockdorff (1810-1859)
3. Frederik Wilhelm Dannemand (20. juni 1813 i København - 12. marts 1888 på Aastrup)
4. Frederik Waldemar Dannemand (6. januar 1819 i København - 4. marts 1835 sammesteds)

### Det grevelige Dannemandske Forlods
Frederik Wilhelm Dannemand blev ved kong Frederik den VI's reskript af 3. oktober 1839 til gehejmestatsminister og kancellipræsident Poul Christian Stemann ophøjet i grevestanden, således at han og ægte afkom skulle være berettigede til at føre greveligt skjold og hjelm, samt at nyde alle de rettigheder, som i overensstemmelse med de grevelige privilegier og øvrige anordninger tilkommer en dansk lensgreve, og deriblandt navnlig rettighed til for sig og ægte afkom at erigere det jordegods, som han i tiden måtte være i stand til at forskaffe sig, til et grevskab. Det pålagdes ham desuden snarest muligt at oprette et greveligt forlods på 120.000 rigsdaler og at grundlægge det i 4 procent rentebærende statspapirer.
Efter at have godtgjort, at han i overensstemmelse med reskriptet af 3. oktober 1839 havde grundlagt Det grevelige Dannemandske Forlods, erklærede grev Dannemand den 2. maj 1840, at han for tiden ikke ønskede at gøre brug af de rettigheder, som det omhandlede benådningsbrev hjemlede ham. I henhold hertil anholdt han om, at det måtte bero med udfærdigelsen af grevepatentet, indtil han derom nærmere meldte sig. 1842 købte grev Dannemand Aastrup Hovedgård for 195.000 rigsdaler og erholdt bevilling til at hypothecere det ommeldte forlods i denne ejendom. Under 20. januar 1849 indgik greven med andragende om udfærdigelse af grevepatentet, hvorpå under 3. marts 1849 allerhøjst resolveredes, at der selvfølgelig ikke nægtedes grev Dannemand den ret, der tilkommer ham ifølge benådningsbrevet af 3. oktober 1839, hvorved han er optaget i den danske grevestand, men at der ikke fandtes anledning til at foretage nogen yderligere udfærdigelse. Grevepatentet blev altså ikke udfærdiget, og den grev Dannemand ved resolution af 3. oktober 1839 hjemlede ret til oprettelsen af et grevskab bortfaldt ved Grundlovens bestemmelse om at intet len for fremtiden kan oprettes.
Ved testamente af 20. juli 1857 oprettede greve Dannemand og hans anden hustru Det grevelige Dannemandske Stift (Aastrup Kloster) med hovedgården Aastrup og avlsgården Nyerupgaard. Klostret er bestemt for en priorinde og fem frøkener, som får frit ophold og hævning, samt for fire enker og fire frøkener med hævning. Adgang til klostret har uformuende kvindelige slægtninge af stifteren og hans tre hustruer, samt uformuende døtre af danske officerer. Stiftet blev fra 1891 administreret af en af Justitsministeriet udpeget administrator. 1928 trådte det i kraft i henhold til fundatsen.
Frederik Wilhelm Dannemand var gift tre gange, men døde barnløs:
1. 28. april 1840 med Francisca von Scholten (6. juni 1821 i København – 9. februar 1844 i København)
2. 13. juni 1845 i København med Christiane Louise komtesse Schulin (5. december 1815 på Frederiksdal – 11. juli 1884 i Vichy), datter af lensgreve Sigismund Ludvig Schulin
3. 18. oktober 1884 med Regine Vilhelmine Margrethe Laursen (15. september 1840 – 5. september 1886 på Øresundshøj)

Slægten uddøde derfor 1888 med Louise Frederikke Dannemand.